# ویکساند

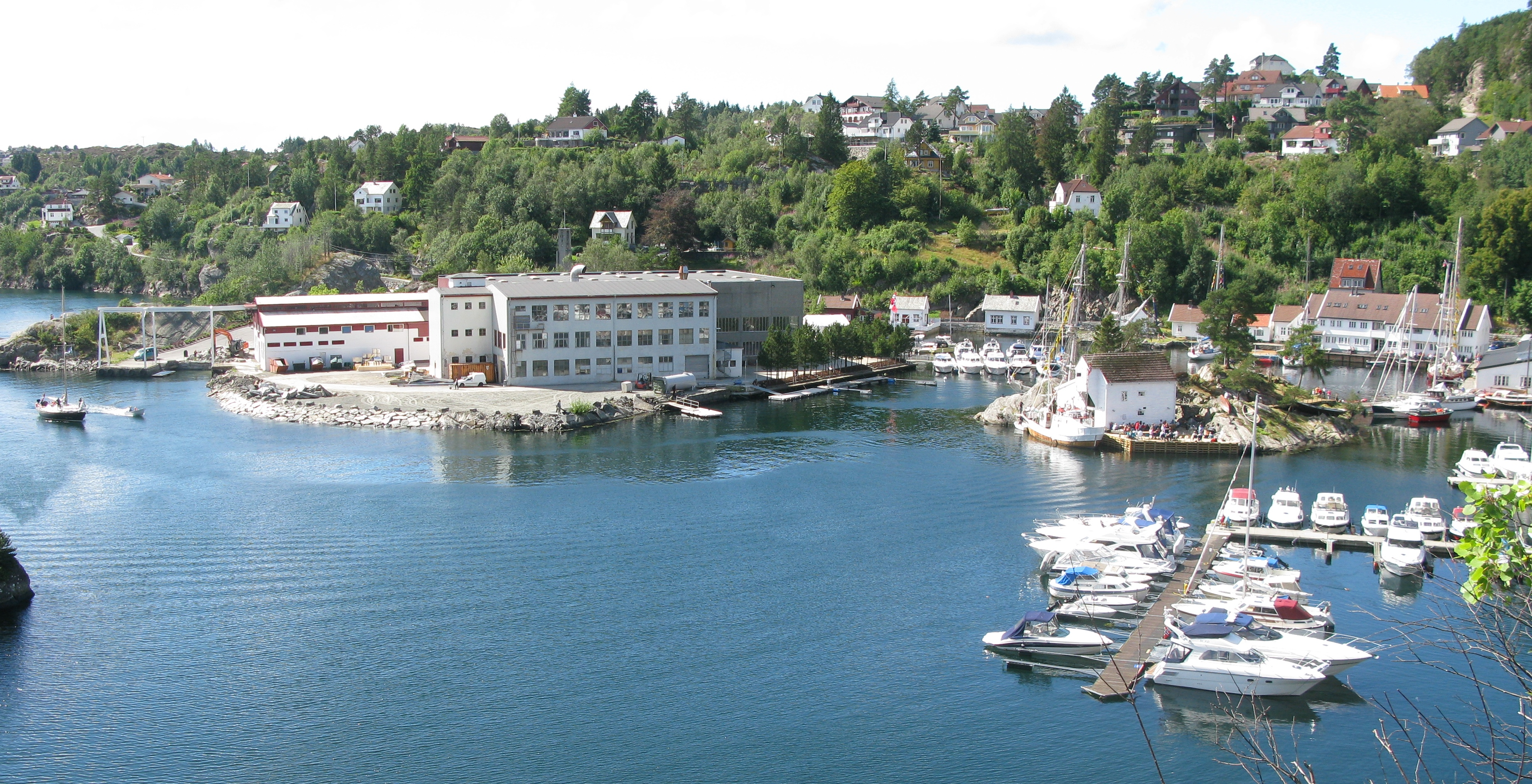
شرکت کشتی‌ساری نروژی است

ویکساند (انگلیسی: Viksund) شرکت کشتی‌سازی نروژی است، که در سال ۱۹۶۶ تأسیس شد.